# Embajada de Japón en España
La Embajada del Japón en España representa a la misión diplomática permanente del país de Asia Oriental en Madrid. Después de la transición española a la democracia de 1978, ambos países han sido gobernados por monarquías constitucionales.
Históricamente el Imperio del Japón mantuvo su legación en Madrid hasta unos meses antes del final de la Segunda Guerra Mundial.

## Jefe de la misión
El Embajador Extraordinario y Plenipotenciario del Japón en España, desde diciembre de 2022, es Takahiro Nakamae, quien anteriormente era el jefe de la misión diplomática en Argentina.